# Dermestes planus
Dermestes planus is een keversoort uit de familie spektorren (Dermestidae). De wetenschappelijke naam van de soort werd in 1960 gepubliceerd door Mroczkowski.